# Гіперплазія
Гіперплазія — збільшення розмірів органа, клітини чи тканини за рахунок збільшення кількості функціонально активних клітин (клітинна) або їх ультраструктур (внутрішньоклітинна).
Гіперплазія може бути фізіологічною та патологічною.
Крім того розрізняють реактивну, або захисну, нейрогуморальну, або гормональну, гіперплазії та заміну компенсаторну при втраті крові.